# Чикран, Джейкоб
Джейкоб Чикран (англ. Jakob Chychrun; род. 31 марта 1998, Бока-Ратон) — канадский хоккеист, защитник клуба НХЛ «Вашингтон Кэпиталз».

## Карьера

### Клубная
На драфте НХЛ 2016 года был выбран в 1-м раунде под общим 16-м номером клубом «Аризона Койотис». 30 июля 2016 года подписал с «Койотис» трёхлетний контракт новичка. Дебютировал в НХЛ 16 октября 2016 года в матче с «Филадельфией Флайерз», в которой заработал свои первые очки в карьере, а «Аризона» победила в овертайме со счётом 4:3.
13 ноября 2018 года подписал с «Аризоной» новый шестилетний контракт. 4 апреля 2021 года в матче с «Анахайм Дакс» оформил свой первый хет-трик в карьере, а «Аризона» выиграла матч со счётом 3:2 в овертайме.
После шести сезонов за «Койотис», 1 марта 2023 года был обменян в «Оттаву Сенаторз» на несколько вариантов выбора на драфте.
1 июля 2024 года был обменян в «Вашингтон Кэпиталз» на Ника Дженсена и пик третьего раунда-2026.

### Международная
В составе юниорской сборной Канады играл на ЮЧМ-2016, на котором канадцы заняли четвёртое место, уступив в матче за бронзу сборной США со счётом 10:3.

## Семья
Сын хоккеиста Джеффа Чикрана, игравшего в НХЛ с 1987 по 1993 годы.